# 宝兴 (年号)
宝兴（1801年五月二十七日-1802年六月十八日）是越南大越国西山朝阮光缵的年号，共计2年。
1801年五月下旬阮光纘至阮光垂府後連旬積雨，以為不祥，因之改元寶興。具体改元日期为景盛九年五月二十七日，行用至宝兴二年六月十八日。

## 纪年
| 宝興 | 元年    | 二年    |
| ---- | ------- | ------- |
| 公元 | 1801年  | 1802年  |
| 干支 | 辛酉    | 壬戌    |
| 清朝 | 嘉慶6年 | 嘉慶7年 |

## 文內注釋
1. ↑  .   [2013-05-01]. （原始内容存档于2014-03-30）.
2. ↑  《百中经》（A.2517），转引自章用.越历朔闰考[J].西南研究(昆明),1940,(第1期)：“景盛九年辛酉（1801年）終書：五月二十七日改寶興元年。寶興‘二年壬戌’提行，七月朔歸次行，第三行：自六月十八日以後為嘉隆元年。”